# Mawgan Porth
Mawgan Porth – wieś w Anglii, w Kornwalii. Leży 53 km na północny wschód od miasta Penzance i 363 km na zachód od Londynu.